# Логотип «Яндекса»
Первый логотип «Яндекса» появился в 1996 году на продуктах Яndex.Site и Яndex.CD, ещё до того, как была анонсирована одноимённая поисковая система. Логотип был самодельным и был создан по аналогии с логотипом материнской компании CompTek.
Начиная с 1997 года, логотипы для Яндекса рисует студия Артемия Лебедева — с тех пор было выпущено четыре его варианта, причём, начиная с версии 3.0, бренд набран на кириллице («Яndex» заменили на «Яндекс»).
В настоящее время действует четвёртая версия, которая свободно склоняется по-русски.
С 31 марта 2021 года используется новый логотип, разработанный дизайнерами Яндекса и Ильёй Рудерманом. Помимо нового логотипа появился новый знак и шрифт для логотипных конструкций.

## Праздничные логотипы
В праздничные дни, дни рождения известных людей и в честь других крупных событий «Яндекс» заменяет свой логотип на иллюстрации, относящиеся к данным событиям. Традиция использования праздничных логотипов существует в компании с 2005 года.
Примеры
- 1 апреля 2009 года 200-летие со дня рождения Гоголя было отмечено переименованием «Яндекса» в «Гоголь» со слоганом «200 лет на Яндексе»[6].
- 1 сентября 2010 года в День знаний сменилась текстура букв, а слоган «Найдётся всё» сменился на «Грызите!»[7].
- 23 сентября 2011 года, в день своего рождения, «Яндекс» представил свой логотип в виде российского паспорта[8].
- 17 февраля 2012 года к 200-летию Чарльза Диккенса у логотипа изменился фон, а на месте девиза компании была помещена подпись писателя[9].
- 21 декабря 2012 года в предполагаемый день конца света на месте логотипа остались только осколки букв[10].
- 17 января 2013 года 150-летие со дня рождения Константина Станиславского было отмечено логотипом с его портретом и словами «Не верю»[5].
- 25 января 2013 в честь 75-летия Владимира Высоцкого вышел музыкальный логотип[4].
- 14 февраля 2013 года вышел интерактивный логотип в виде цветка ромашки для гадания «любит — не любит», чуть выше располагался конверт, при нажатии на который можно было отправить поздравительную открытку[11].
- 1 апреля 2013 года под «поскользнувшимися» буквами лежала банановая кожура, после них стояла запятая, а внизу располагались клеточки для ввода пяти букв, причем первой уже стояла «б», а после них — восклицательный знак. Правильным ответом было слово «банан».
- 25 июля 2013 года «Яндекс» перекрасил логотип в полностью чёрный цвет из-за сообщения о смерти Ильи Сегаловича[12].
- 6 августа 2013 года «Яндекс» приурочил логотип к 85-летию со дня рождения Энди Уорхола. Место привычного логотипа заняли шесть букв «Я», нарисованных акварелью различных цветов.
- 31 декабря 2013 вместо логотипа «Яндекс» было пианино. Было показано, куда нажимать. Звучала песня «В лесу родилась ёлочка».
- 1 апреля 2014 вместо слова «Яндекс» сидела муха и тапок или газета. Муха убегала, но её было возможно поймать.
- 21 апреля 2015 в честь дня рождения Ивана Кулибина логотипом «Яндекса» был действующий механизм.
- На дни городов Яндекс выпускает логотипы, представляющие из себя следующее: первая версия — местоимение «Я», правее — сердце, ниже — название города; другая версия — местоимение «Я», правее — сердце, ещё правее — название города. Показывается обычно в пределах города или региона. Напоминает логотипы серий 2013 года.